# Offshore Dream
Offshore Dream, född 8 maj 2002 i Frankrike, är en fransk varmblodig travhäst. Han tränades och kördes av Pierre Levesque.
Offshore Dream tävlade åren 2004–2009 och sprang in cirka 18 miljoner kronor på 48 starter varav 13 segrar. Bland hans främsta meriter räknas segrarna i Prix Kalmia (2005), Critérium Continental (2006), Prix Marcel Laurent (2007), Prix d'Amérique (2007, 2008) och tredjeplatserna i Grand Critérium de Vitesse (2009), Elitloppet (2009). Efter karriären har han varit verksam som avelshingst. I aveln har han lämnat efter sig bland andra Repay Merci, Backfire, Ladyofthelake, M.T.Insider och Mind Your Face.